# Municipio de Cuautinchán
El municipio de Cuautinchán es uno de los 217 municipios en que se encuentra dividido el estado mexicano de Puebla. Su cabecera es la población de Cuautinchán.

## Geografía
El municipio se encuentra localizado en el centro del estado de Puebla, formando parte de la Zona metropolitana de Puebla. Tiene una extensión territorial de 160 761  kilómetros cuadrados que representan el 0.47 % de la extensión total de Puebla. Sus coordenadas geográficas extremas son 18°54′ - 19°2′ de latitud norte y 97°56′ - 98°8′ de longitud oeste, y su altitud va de un mínimo de 2000 de a un máximo de 2500 metros sobre el nivel del mar.
Limita al norte con el municipio de Amozoc, al noroeste con el municipio de Acajete, al este con el municipio de Tepeaca; al sur y sureste limita con el municipio de Tecali de Herrera, al suroeste con el municipio de Tzicatlacoyan  y al oeste con el municipio de Puebla.

### Orografía e hidrografía
Cuautinchán es atravesado al norte por la sierra de Amozoc. Al suroeste del municipio se encuentra la depresión de Valsequillo y al centro y oriente el Valle de Tepeaca. La altura del municipio va desde los 2.000 a los 2.560 metros sobre el nivel del mar, siendo 2.154 m en la cabecera municipal.
Este municipio no cuenta con corrientes de agua importantes, con excepción del río Atoyac que cruza el municipio un corto tramo en la región sureste. Sin embargo existen algunos arroyos intermitentes que nacen en la sierra de Amozoc y se unen al Atoyac.

### Clima y ecosistemas
La vegetación del municipio es variada. En la sierra de Amozoc existen bosques de pino y encino, mientras que el resto del municipio está cubierto por pastizales inducidos, dedicados a la ganadería y por cultivos de temporal.

## Demografía
De acuerdo con los resultados del Censo de Población y Vivienda de 2020, realizado por el Instituto Nacional de Estadística y Geografía, la población total de Cuautinchán asciende a 12 340 personas. Cuautinchán tiene un crecimiento poblacional anual de 2,7%. La densidad poblacional es de 77 habitantes por kilómetro cuadrado.

El municipio incluye en su territorio un total de 41 localidades. Considerando su población según el censo de 2020, las principales son:
| Localidad                           | Población |
| Total municipio                     | 12,340    |
| Almoloya (San Jerónimo Almoloya)    | 3,036     |
| Cuautinchán                         | 2,879     |
| Torija (San Baltazar Torija)        | 1,547     |
| Concepción Pardiñas                 | 840       |
| Alpatláhuac (San Pedro Alpatláhuac) | 748       |
| Santa Cruz Alpuyeca                 | 579       |

## Política

### Subdivisión administrativa
Dentro del municipio existen dos juntas auxiliares: San Jerónimo Almoloya y Alpatláhuac, la primera con 2.078 habitantes y la segunda con 616 habitantes.

### Representación legislativa
Para la elección de diputados locales al Congreso de Puebla y de diputados federales a la Cámara de Diputados federal, el municipio de Cuautinchán se encuentra integrado en los siguientes distritos electorales:
Local:
- Distrito electoral local de 12 de Puebla con cabecera en Amozoc de Mota.[5]

Federal:
- Distrito electoral federal 7 de Puebla con cabecera en la Tepeaca.[6]